# Atriplex mollis
Atriplex mollis là loài thực vật có hoa thuộc họ Dền. Loài này được Desf. mô tả khoa học đầu tiên năm 1799.